# Orlando Gutiérrez
Orlando Gutiérrez Callejo (Laredo, Cantabria, 18 de marzo de 1976), conocido cono Orlando, es un exfutbolista español. Jugaba como defensa central o mediocentro y se formó en la cantera del Valladolid.
Sus inicios fueron en Laredo, pero en 1995 viaja a Valladolid para incorporarse al Valladolid "B" donde jugará tres temporadas.
En la temporada 1998/1999 debuta en Primera división con el Valladolid. Sergio Kresic le hizo jugar los noventa minutos ante la cantidad de bajas del equipo vallisoletano para enfrentarse al Betis en Sevilla en la antepenúltima jornada de liga. También sería titular en las dos últimas jornadas ligueras; en casa ante el Real Zaragoza y en El Sardinero frente al Racing de Santander club de su tierra.
En la temporada 1999/2000 vuelve a tener la oportunidad de jugar en Primera división con el Valladolid, esta vez a las órdenes de Gregorio Manzano. Juega dos encuentros; uno en Riazor ante el Deportivo de La Coruña, y otro en casa ante el Málaga Club de Fútbol.
En el año 2000 ficha por el Eibar, y la temporada siguiente lo hará por el Hércules en el que actuará durante dos temporadas, disputando el play-off de ascenso el primer año. 
En el año 2003 ficha por el Lleida con el que fue campeón de grupo de Segunda división B y logró el ascenso a Segunda división.
En 2004 ficha por el Castellón donde repitió éxito y volvió a lograr el ascenso a Segunda división.
En 2005 ficha por el Cartagena. Volvió a ser campeón de grupo de Segunda división B, pero esta vez no logró el ascenso. Disputó 95 partidos durante las tres campañas en las que formó parte de la plantilla del club cartagenero.
En 2008 ficha por el Lorca Deportiva CF, donde, a pesar de ser un recién llegado, se convierte en el capitán.
En 2009 ficha por el Pontevedra CF.
En 2010 ficha por la Cultural Leonesa.

## Clubes
| Club                     | País   | Año       |
| ------------------------ | ------ | --------- |
| Real Valladolid CF B     | España | 1995-1999 |
| Real Valladolid CF       | España | 1999-2000 |
| SD Eibar                 | España | 2000-2001 |
| Hércules CF              | España | 2001-2003 |
| UE Lleida                | España | 2003-2004 |
| CD Castellón             | España | 2004-2005 |
| FC Cartagena             | España | 2005-2008 |
| Lorca Deportiva CF       | España | 2008-2009 |
| Pontevedra CF            | España | 2009-2010 |
| Cultural Leonesa         | España | 2010-2011 |
| Barakaldo Club de Fútbol | España | 2011      |
| Club Portugalete         | España | 2011-2013 |
| SD Balmaseda             | España | 2013-2014 |

## Palmarés
| Título                     | Club         | País   | Año  |
| -------------------------- | ------------ | ------ | ---- |
| Liga de Segunda División B | FC Cartagena | España | 2006 |

- Ascenso a Segunda División con el Unió Esportiva Lleida la temporada 2003-04
- Ascenso a Segunda División con el CD Castellón la temporada 2004-05

- Datos: Q3324593